# Muricoglobigerina
Muricoglobigerina es un género de foraminífero planctónico de la familia Truncorotaloididae, de la superfamilia Globorotalioidea, del suborden Globigerinina y del orden Globigerinida. Su especie tipo es Globigerina soldadoensis. Su rango cronoestratigráfico abarca desde el Selandiense superior (Paleoceno medio) hasta el Priaboniense (Eoceno superior).

## Descripción
Muricoglobigerina incluía especies planctónicos con conchas trocoespiraladas, globigeriniformes, con trocospira baja a muy alta; sus cámaras eran subglobulares a subcónicas; sus suturas intercamerales eran generalmente incididas; su contorno ecuatorial era generalmente lobulado, y de subredondeado a subcuadrado; su periferia era redondeada a subaguda, pero nunca desarrolla muricocarena; su ombligo era amplio y profundo; su abertura principal era interiomarginal, umbilical (intraumbilical), con forma de arco bajo; podía tener pequeñas aberturas adventicias, especialmente en el lado espiral, debido a la interferencia de la murica en la línea o plano de unión de cámaras sucesivas; presentaban pared calcítica hialina, macroperforada con poros en copa, y superficie muricada, especialmente alrededor del ombligo.

## Discusión
Clasificaciones posteriores han incluido Muricoglobigerina en la familia Truncorotaloidinoidea. Muchos autores consideran Muricoglobigerina un sinónimo subjetivo posterior de Acarinina, aunque otros lo consideran un taxón distinto y válido que se diferencia por la posición umbilical de la abertura.

## Paleoecología
Muricoglobigerina incluía especies con un modo de vida planctónico, de distribución latitudinal preferentemente templada, y habitantes pelágicos de aguas superficiales (medio epipelágico).

## Clasificación
Muricoglobigerina incluye a las siguientes especies:
- Muricoglobigerina angulosa †
- Muricoglobigerina aquiensis †
- Muricoglobigerina chascanona †
- Muricoglobigerina esnehensis †
- Muricoglobigerina mckannai †
- Muricoglobigerina senni †
  - Muricoglobigerina senni macrocephala †
  - Muricoglobigerina senni rimatoapertura †
- Muricoglobigerina soldadoensis †